# Villar de Cantos
Villar de Cantos es una localidad y pedanía española del municipio de Vara de Rey, perteneciente a la provincia de Cuenca, en la comunidad autónoma de Castilla-La Mancha.

## Geografía
Se encuentra en una llanura cerca de la ermita de Nuestra Señora del Rus, a 7,1 km de la villa de Vara de Rey, capital municipal, y limita con los municipios de Cañavate y San Clemente

## Historia
A mediados del siglo XIX, la villa, por entonces con ayuntamiento propio, tenía contabilizada una población de 80 habitantes. Aparece descrita en el decimosexto volumen del Diccionario geográfico-estadístico-histórico de España y sus posesiones de Ultramar de Pascual Madoz de la siguiente manera:

VILLAR DE CANTOS: v. con ayunt. en la prov. y dioc. de Cuenca (10 leg.), part. jud. de San Clemente (2), aud. terr. de Albacete (13) y c. g. de Castilla la Nueva (Madrid 26): sit. hacia el S. de la prov. á corta dist. de un arroyo, en una pequeña altura á la parte de N. y lo restante en llano: su clima es poco frio, bien ventilado y sano. Consta de 30 casas de pobre construccion; para surtido de los vecinos hay varios pozos de agua salobre; la igl. parr. (Ntra. Sra. de Gracia) es de primer ascenso y tiene por anejo á Perona y otros caseríos denominados casa Blanca y casa de Roldan. El térm. confina por N. con el de San Clemente; E. la Atalaya y Tebar; S. Vara de Rey, y O. otra vez San Clemente: en su jurisd. se hallan los citados cas.: el terreno que en su mayor parte es vega, produce bien toda clase de cereales, le cruza un pequeño arroyo, que en las grandes avenidas causa bastantes daños: los caminos son locales y malos; la correspondencia se recibe de San Clemente. prod.: trigo, cebada, centeno, escaña, avena guijas, garbanzos, patatas y azafran; se cria ganado lanar y hay algunas yeguas de vientre; caza de liebres, conejos y perdices, y pocos peces. ind.: la agrícola y algunos molinos harineros. comercio: la venta del sobrante de sus productos y la importacion de algunos artículos de primera necesidad. pobl.: 20 vec., 80 alm. cap. prod.: 947,360 rs. imp.: 47,368 rs.
(Madoz, 1850, p. 236)

Posteriormente fua anexionado por Vara de Rey, siendo sus habitantes contabilizados ya en este municipio a partir del censo de 1857.

## Demografía
En 2018 estaban empadronadas 8 personas. En el censo de 1842, anterior a la anexión por parte de Vara de Rey, su población de derecho era de 80 habitantes, en 20 hogares.

## Patrimonio
- Iglesia de la Virgen de Gracia
- Museo etnográfico
- Casa-palacio del Marqués de Valdeguerrero

## Fiestas
Las fiestas, como tradicionalmente se hacían, están dedicadas a la Virgen de Gracia, y se celebran a la vez que en El Cañavate (primer fin de semana de septiembre), paseándola por su pueblo hacia la ermita. También se realizan hogueras y otras actividades para los más pequeños.